# Verdadeira Informação das Terras do Preste João das Índias

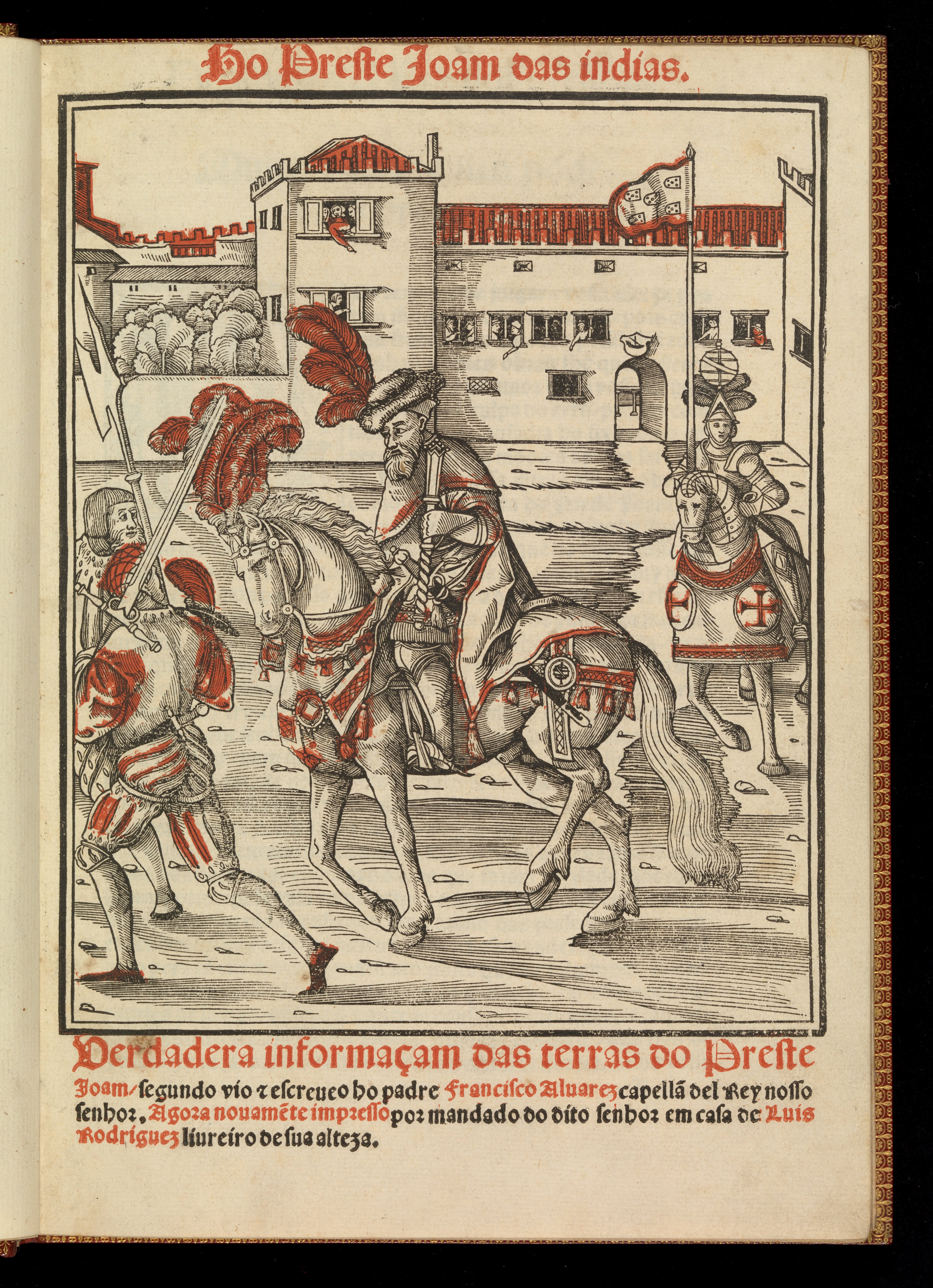
Verdadeira informação das terras do Preste João das Índias

Verdadeira informação das terras do Preste João das Índias é um relato detalhado das pessoas e costumes da Etiópia na Idade Média. De autoria do padre Francisco Álvares, foi publicado em Lisboa no ano de 1540.
Nele se refere ao seu encontro com Preste João e com o português Pêro da Covilhã que estaria lá se estabelecido após o pedido do rei D. João II de Portugal de encontrar estas terras.